# Rymosia acta
Rymosia acta är en tvåvingeart som beskrevs av Dziedzicki 1910. Rymosia acta ingår i släktet Rymosia och familjen svampmyggor. Arten är reproducerande i Sverige. Inga underarter finns listade i Catalogue of Life.